# اختطاف ايسي أرورو
إيسي ريتا أورورو وقع اختطاف إيسي ريتا أورورو، أصغر أطفال (تشارلز أورورو) و (روز أورورو)، في 12 أغسطس 2015 في متجر والدتها في منطقة ييناغوا المحلية الخاضعة للحكومة، ولاية بايلسا. وقد اختُطفت إيسي، التي كانت في الثالثة عشرة من عمرها في ذلك الوقت، على يد رجل يدعى يونوسا داهيرو (الياس يالو) واقتيدت إلى كانو، حيث اغتُصبت وتزوجت بالقوة بدون موافقة والديها. حدث الاعتداء والزواج في قصر أمير كانو، سانوسي لاميدو سانوسي.
جذبت قصة إيسي اهتمام وسائل الإعلام لأول مرة عندما ناشد والداها الجمهور بإطلاق سراحها. وأن الجهود المبذولة لإعادة الشابة المراهقة ايسي دون جدوى. ومع ذلك، في 29 فبراير 2016، أُبلغ والدها أن شرطة ولاية كانو أنقذت إيسي وتم احتجازها لدى الحكومة النيجيرية. وفي وقت لاحق، وبعد اطلاق سراحها تم اكتشاف حملها في شهرها الخامس بطفل من مختطفها.
أدان زعماء مختلفون وشخصيات عامة وجماعات شبابية تصرفات داهيروالمختطف. ووصف محامي حقوق الإنسان، إيبون أديغبوروا، الحادث بأنه «حالة اتجار بالاطفال واضحة» و «أسوأ أشكال الفساد». فيما أنكرت حكومة ولاية كانو، من خلال مفوضها للشباب والرياضة، مالام غاربا، أي تورط لولاية كانو وطالب بملاحقة الجاني حيث أن كل من الاختطاف والزواج القصري ينتهكان الدستور والتعاليم الإسلامية.

## الخلفية

### السيرة الذاتية ايسي أورورو
وُلدت إيسي ريتا أورورو في فبراير 2002 للأبوين تشارلز وروز أورورو من أوغيلي نورث بولاية دلتا. لديها ثلاثة أشقاء، أخت باتريشيا واثنين من الأخوة، أونوم وكيفن. عاشت أسرتها في أوبولو، ينجوا في ولاية بايلسا، نيجيريا، حيث كانت والدتها السيدة أورورو تدير أعمالها لبيع الطعام.
أثناء نشأة ايسي، أصبحت عضواً نشطاً في المجتمع المسيحي. وصفها شقيقها بأنها «واحدة من أقوى أعضاء اتحاد الكتاب المقدس؛ أعرفها جيداً. وكانت تدعونى دائما للمجيء والانضمام إلى سو. ومعظم الوقت تقوم بالكرازة أثناء أوقات الراحة».
كانت ايسي طالبة في السنة الأخيرة بمدرسة أبولو كوميونتي الثانوية. ومحبة للرياضيات، كان حلمها الوظيفي أن تصبح ممرضة. قالت السيدة دوي، وهي إحدى معلمات مدرستها، إنها رائعة ومتواضعة. وأضافت أن اختطاف أورورو منعها من المشاركة في امتحان شهادة الثانوية العامة.

## الاختطاف والإنقاذ
يونسا داهيرو، الذي يعمل على دراجة ثلاثية العجلات وعضو في قبيلة الهوسا، قام بخطف إيسي أورورو في ليلة 12 أغسطس 2015 . كانت ايسي، التي تبلغ من العمر 13 عامًا حينها، في متجر والدتها بينما كان والداها قد خرجا. قام داهيروبعد ذلك بنقل ايسي إلى ولاية كانو، في قصر الأمير. وقد ادعى للزعماء التقليديين في كانو أن المراهقة ايسي تبعته بارادتها.
تم ادخال ايسي قسرا إلى الإسلام، وأطلق عليها اسم «عائشة» وتزوجت إلى داهيرو دون إذن من والدها. تم الكشف عن مكان وجود الاثنين في اليوم التالي. في 14 أغسطس 2015، ذهبت السيدة روز أورورو إلى قرية توفا في منطقة حكومة كورا المحلية. وقد أحاط بها رئيس القرية الذي أبلغها أن ابنتها في عهدة الأمير. وعندما وصلت إلى هناك، اتصل بها شبان مسلمون محليون رفضوا دخولها إلى القصر. ثم عادت مرة أخرى في 17أغسطس برفقة مفتش وضابط شرطة من مركز شرطة كواني. اصطحبتها الشرطة إلى القصر حيث كان أمير كانو جالسًا في المجلس. وهناك، رأت ابنتها تدور في المكان في سيارة رياضية سوداء مع اثنين من مرافقي الشرطة وداهيرو.
تم تحويل القضية من شرطة كوانى إلى إدارة التحقيق الجنائي بولاية كانو. وقيل للسيدة روز أورورو أن تعود إلى ولاية بايلسا وأن تبلغ عن الواقعة إلى إدارة التحقيقات الجنائية في ينجوا. لكن فشلت المحاولات اللاحقة للإفراج عن ايسي حتى 29 فبراير 2016، عندما أن أنقذتها الشرطة بعد حملة صحفية واسعة قادتها صحيفة بانش التي أثارت غضباً قومياً. في 2 مارس 2016، تم لم شمل ايسي ووالدتها في أبوجا. عند وصولها إلى المدينة، كانت حاملاً في شهرها الخامس مع طفل داهيرو.

## الاتهامات والاحداث السابقة للمحاكمة
في 8 مارس 2016، تم استدعاء داهيرو في المحكمة الفيدرالية العليا في ينجوا واتهامه بلائحة من التهم من خمس حكومات اتهمته فيها بالاختطاف والاتجار بالأطفال والجنس غير المشروع والاستغلال الجنسي والمعرفة الجسدية غير المشروعة. بعد سماع التهم، دفع داهيرو بانه غير مذنب أمام المحكمة وتم تأجيل القضية إلى 14 مارس. حكم رئيس الجلسة، القاضي هـ. أ. نجينجيوا، بحبس داهيرو احتياطيا. وفي 14 مارس، قدم المحامي كينيث ديكا للمحكمة الفيدرالية طلباً للحصول على شهادة ايسي غير علنية. وذكر ديكا أن هذا يرجع إلى أن الضحية كانت قاصرا واستحقت حماية المحكمة. كما عارض طلب تقديم الكفالة الذي قدمه محامي الدفاع كاودي أولوشيبكان، بحجة أن الشرطة النيجيرية استغرقت أكثر من ستة أشهر للقبض على داهيرو وأنه في حالة الإفراج عنه بكفالة، فإن المدعى عليه، على الأرجح، لن يكون مقيما في نطاق الاختصاص المكانى للمحكمة. ثم أُجلت القضية حتى 21 مارس، وأُعيد داهيرو إلى السجن.

### طلب الكفالة
في الأسبوع الذي تلا التأجيل، بدأت المحكمة في الاستماع إلى طلب الكفالة الصادر من المدعى عليه. القاضي ه.أ. وقال نجانجيوا إنه ينبغي على داهيرو دفع كفالة بقيمة 3 ملايين نيرة نيجرية بالإضافة إلى كفالتين أخرتين بنفس المبلغ. يجب أن تكون الكفالات من ضمن نطاق اختصاص المحكمة، في حين يجب أن تكون إحدى الكفالات كفالة مدنية لا تقل عن المستوى 12 والآخر. ويجب أن يرفق الكفالتين شهادة تخليص الضرائب لمدة 3 سنوات، في حين بالنسبة للكفالة المدنية أيضًا تقديم خطاب التعيين الأول وآخر خطاب ترقية. وأمرت المحكمة بتمديد الحبس الاحتياطي لداهيرو في حجز السجن حتى استيفاء شروط الكفالة الممنوحة.
و كرد فعل على القرار، أعربت الناشطة أنكيو بريجز عن عدم رضائها عن أداء النيابة. ودعت الشرطة إلى «الارتقاء إلى مستوى التوقعات» وجلب المزيد من المحامين لتعزيز الفريق القانوني للمرافعة في القضية.